# Sisyrnodytes irwini
Sisyrnodytes irwini là một loài ruồi trong họ Asilidae. Sisyrnodytes irwini được Oldroyd miêu tả năm 1974. Loài này phân bố ở vùng nhiệt đới châu Phi.